# To the Moon
To the Moon is een avonturenspel dat ontwikkeld en uitgegeven is door Freebird Games. Oorspronkelijk werd het in november 2011 uitgebracht voor Windows. In 2014 en 2017 is het spel geporteerd naar Mac OS X, Linux, Android, iOS en Switch. Het verhaal volgt twee dokters die met behulp van een machine een stervende man zijn herinneringen beïnvloeden om zijn laatste wens waar te maken.

## Spel
To the Moon is gemaakt op de RPG Maker XP-engine, die wordt vooral gebruikt om 16-bit 2D-rollenspellen te maken, ongeveer in de stijl van Final Fantasy. In tegenstelling tot de typische RPG heeft To the Moon echter geen vecht-, inventaris- of party-systeem. De focus van dit spel draait meer rond het verhaal en het oplossen van de puzzels na elk level.
Het spel draait vooral rond het verkennen van de herinneringen van Johnny, een stervende man met een laatste wens. De twee dokters zoeken naar objecten die belangrijk waren in zijn leven. Na het verzamelen van de voorwerpen in elk level, lossen zij een puzzel op om zo dieper in zijn herinneringen te gaan.

## Verhaallijn
Sigmund Corp. gebruikt een technologie die kunstmatige herinneringen kan creëren. De organisatie biedt dit aan mensen op hun sterfbed om hun laatste wens te kunnen vervullen. Omdat deze kunstmatige herinneringen in strijd zijn met de echte herinneringen van de patiënt, is de procedure alleen legaal voor mensen die niet lang meer zullen leven.
Dr. Eva Rosalene en Dr. Neil Watts van Sigmund Corp hebben de taak om de droom van de stervende Johnny Wyles te vervullen. Johnny wil naar de maan gaan, maar hij weet niet waarom. De twee dokters koppelen zichzelf aan Johnny’s herinneringen met behulp van de machine. Zo beleven ze elk belangrijk moment in Johnny’s herinneringen en leren ze meer over hem en zijn huwelijk met zijn jeugdliefde River. Dr. Eva Rosalene en Dr. Neil Watts gaan steeds dieper in Johnny’s herinneringen, waar hij steeds jonger wordt. Bij het bereiken van zijn jeugd proberen de artsen zijn verlangen in te voeren om naar de maan te gaan. In theorie zou Johnny's geest nieuwe herinneringen creëren op basis van dat verlangen en Johnny zou sterven in de overtuiging dat hij naar de maan is geweest.
Johnny's geest creëert echter niet de nieuwe herinneringen zoals gepland. Dr. Rosalene en Dr. Watts moeten uitzoeken waarom de procedure niet werkte. Uiteindelijk wordt onthuld dat Johnny en River elkaar ontmoetten als kinderen op een carnaval. Ze keken naar de hemel vol met sterren en vormden een sterrenbeeld: een konijn met de maan als buik. De twee kwamen overeen om volgende jaar opnieuw op dezelfde plaats bijeen te komen. Johnny beloofde dat als hij dit zou vergeten, ze elkaar terug zouden ontmoeten op de maan. Johnny geeft River een speelgoed vogelbekdier dat zij uiteindelijk blijft koesteren voor de rest van haar leven. Kort daarna kwam Johnny's tweelingbroer Joey om het leven bij een ongeluk. De moeder van Johnny gaf hem bètablokkers om de tragische gebeurtenis te vergeten. Hierdoor vergat hij ook zijn eerste ontmoeting met River. Later ontmoette hij haar weer op de lagere school en trouwde uiteindelijk met haar. River besefte later pas dat hij hun ontmoeting op het carnaval was vergeten nadat Johnny bekende dat hij haar op school benaderde omdat ze anders was. Volgens hem was dit hun eerste ontmoeting. River, waarvan wordt gesuggereerd dat ze het syndroom van Asperger heeft, vertelde Johnny niet direct over hun eerste ontmoeting. In plaats daarvan probeerde ze indirect zijn verdrongen herinneringen op te roepen door konijntjes van origami te maken, die hun eerste ontmoeting onder de sterrenhemel voorstellen. River was uiteindelijk niet in staat om Johnny’s herinneringen te herstellen voordat ze stierf en Johnny bleef achter met een onverklaarbaar verlangen om naar de maan te gaan.
In het heden veranderen Dr. Rosalene een herinnering waarin Joey niet stierf en uiteindelijk een populaire auteur werd. Hierdoor ontmoette Johnny River niet meer. Dr. Watts was hierbij furieus omdat Dr. Rosalene de liefde van Johnny’s leven gewist had. Totdat Johhny ging gaan werken bij NASA, waar hij River terug ontmoet. Terwijl de echte Johnny begint te sterven, stelt hij zichzelf voor op een maanmissie met River. Tijdens de lancering steekt River haar hand naar hem uit. De maan verschijnt door een raam op het schip en Johnny neemt haar hand in de zijne vast. Na de maanmissie trouwen Johnny en River net als in hun echte leven en trekken zich terug in hetzelfde huis waar ze ook woonden. In de nieuwe herinneringen maakte Joey ook deel uit van Johnny's leven, op zijn bruiloft, samen met zijn vrienden en zelfs bij de bouw van het huis.

## Ontvangst
To The Moon ontving voornamelijk positieve kritieken, vooral voor het verhaal, de karakters en de muziek. De enige tekortkoming dat in de recensies voorkomt is dat er niet veel gedaan kon worden in het spel zelf.
| Publicist   | Score  |
| ----------- | ------ |
| Metacritic  | 81/100 |
| IGN         | 7.5/10 |
| Eurogamer   | 9/10   |
| TouchArcade | 4.5/5  |
| Gamespot    | 8/10   |
| Steam       | 96/100 |

To The Moon won in 2011 de prijs in de categorie "Beste Verhaal" tijdens de Spel van het Jaar van GameSpot. Zij wonnen de prijs tegenover Catherine, Ghost Trick: Phantom Detective, Portal 2 en Xenoblade Chronicles.
To The Moon was ook genomineerd in de categorieën "Beste Muziek", "Beste Schrijven/Dialoog", "Beste Einde" en "Muziek van het Jaar".